# Marashi-Najafi-Bibliothek

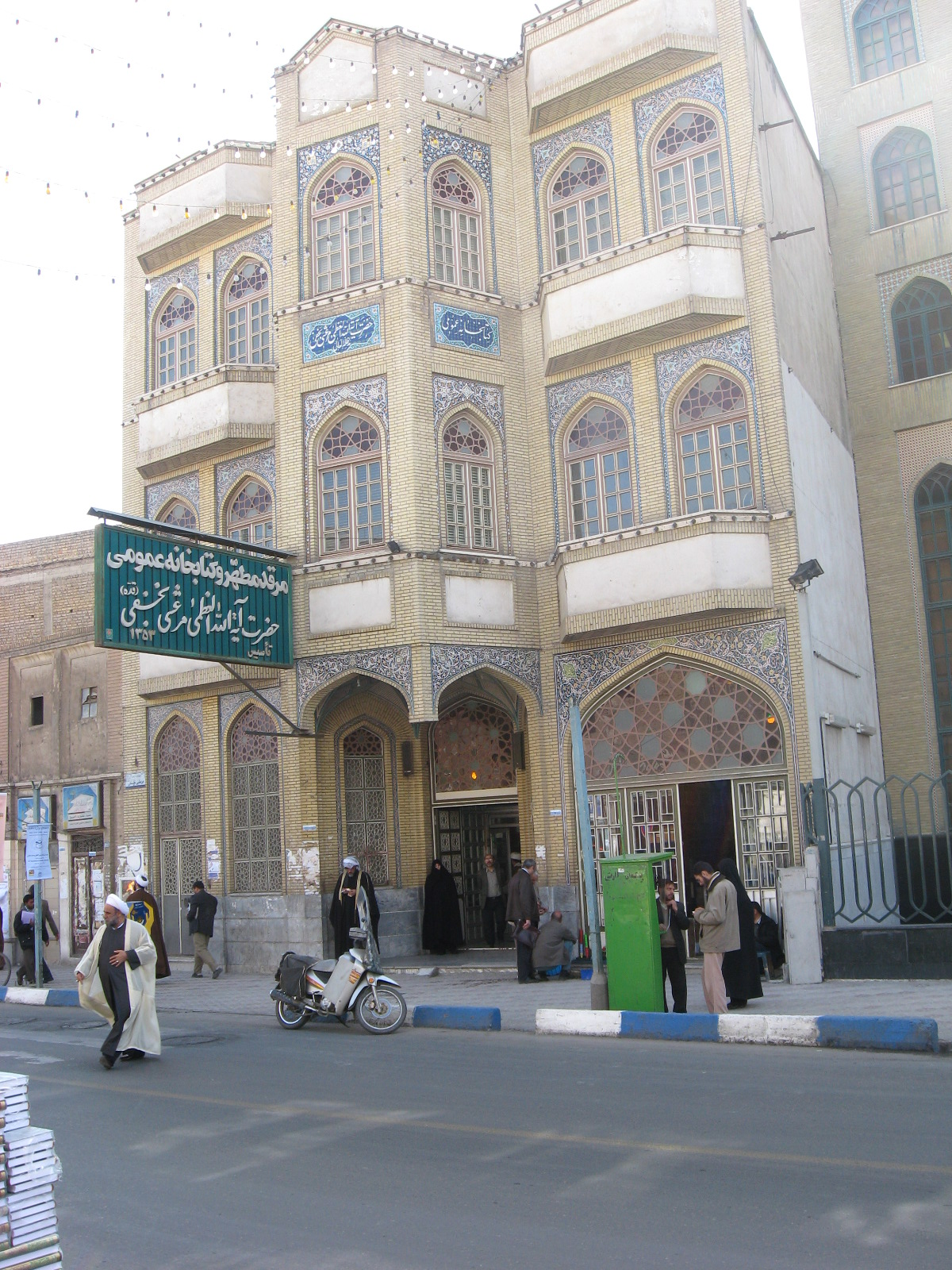
Marashi-Najafi-Bibliothek (2009)

Die Marashi-Najafi-Bibliothek, auch Maraschi-Nadschafi-Bibliothek (persisch کتابخانه آیت‌الله مرعشی نجفی Ketabchane-ye Ayatollah Maraschi Nadschafi), ist eine der bedeutendsten öffentlichen Bibliotheken mit der drittgrößten Handschriftensammlung der islamischen Welt. Gründer war der Rechtsgelehrte und Ajatollah Maraschi Nadschafi.

## Geschichte
Sie geht auf die Privatsammlung vom Großajatollah Maraschi Nadschafi (1897–1990) in der heiligen Stadt und Hauptstadt der gleichnamigen Provinz Qom aus dem Jahr 1966 zurück. Offiziell eröffnet wurde sie 1974. Najafi gehörte zu denjenigen geistlichen Führern, welche die Iranische Revolution 1978/79 unterstützten und die Rückkehr von Ajatollah Ruhollah Chomeini, dem spirituell-politischen Führer, aus dem französischen Exil betrieben. Mit den gesellschaftlichen Umbrüchen im Iran gewann die Bibliothek an Bedeutung und sie wurde kontinuierlich, auch durch die Islamische Republik, erweitert. Najafis ältester Sohn leitete dann für mehr als dreißig Jahre die Einrichtung. Sie ist seit einigen Jahren in ein internationales Digitalisierungsprojekt des Islams involviert.

## Bestand
Der aktuelle Bestand, der auf mittlerweile sieben Stockwerken und 21.000 m² untergebracht ist, umfasst mehr als 35.000 allgemeinislamische und schiitische Manuskripte und 800.000 Bücher. Die Sammlung gilt als die weltweit größte der Schia und als drittgrößter islamischer Handschriftenbestand. Zu den wichtigsten Exemplaren gehören solche aus dem 8. bis 12. Jahrhundert. Dabei nehmen ca. 65 Prozent religiöse Schriften ein und 35 Prozent die Astronomie, Mathematik, Medizin, Ingenieurswesen usw.

## Galerie

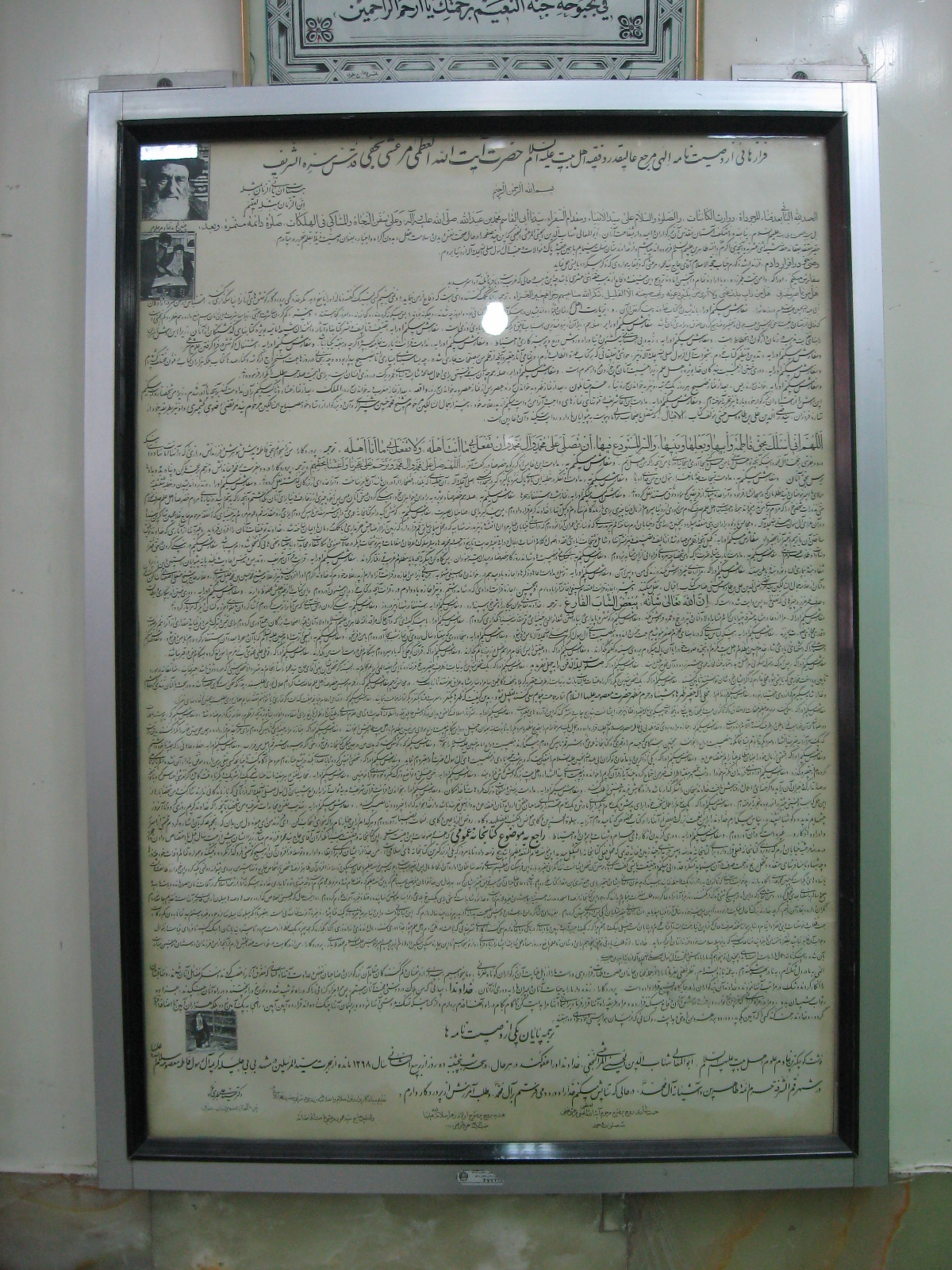
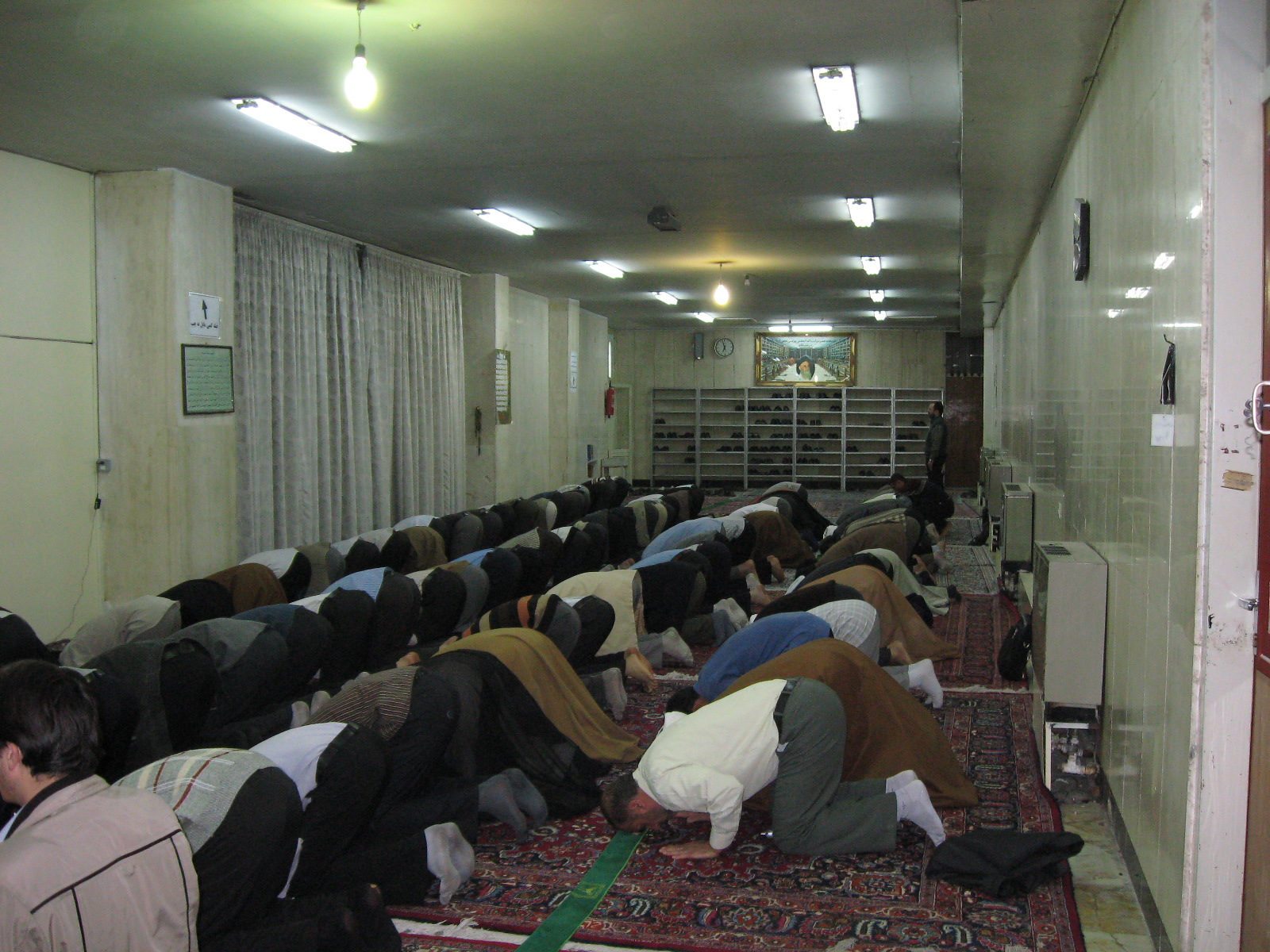
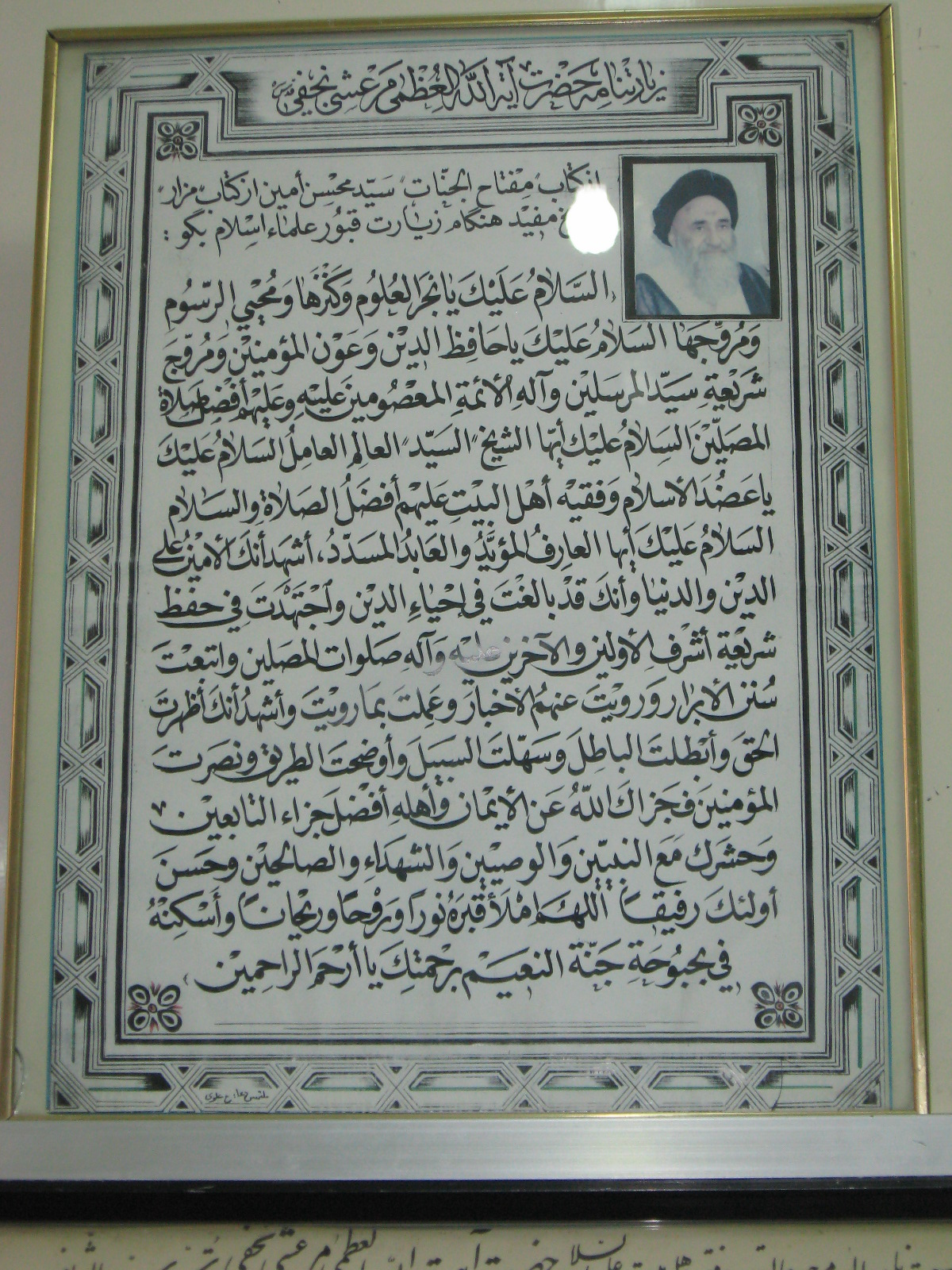